# 我是路人甲
《我是路人甲》（英語：I Am Somebody），是尔冬升编剧并执导的一部中国剧情片，为2015年上海国际电影节开幕片。中国于2015年7月2日下午14点上映。

## 剧情
讲述一群群众演员在浙江横店影视城从事表演工作和生活的故事，故事的主線為三对青年男女，展现了他们对事业的追求、对爱情与婚姻的渴望、以及所遭受的各种困难。

## 演员
| 主角 - 万国鹏，来自东北的小伙子 - 王婷 - 蒿怡帆 - 沈凯 - 徐小琴 - 林晨 - 魏星 - 姜涛 - 寇骏 - 覃培军 - 王昭 - 张喜来 - 周鹏 - 林俭 - 耿立树，追求王婷的男子，非群众演员 - 张文斌 | 客串 - 尔冬升 - 吴彦祖 - 馮德倫 - 袁咏仪 - 方中信 - 徐克 - 刘伟强 - 麦兆辉 - 庄文强 - 许鞍华 - 林更新 - 张静初 - 王志安 |

## 制作
影片主演都是在横店工作的群众演员，尔冬升称其为“全没星”阵容。尔冬升要手把手地培训指导这些小演员的表演工作。

## 发行
2015年5月27日下午，片方在北京举办了名为“尔冬升和他的小伙伴们”的见面会，作为影片中真正的“金牌路人甲”的许鞍华、刘伟强、麦兆辉、庄文强、赵良骏、陆剑明、罗志良、张经纬、李光耀九位香港导演亲临现场，这9位导演中有的参与了《我是路人甲》的幕后工作，有的以演员的身份出现在了片中。6月13日在上海电影节上首映。6月25日晚在北京首映。
梁朝伟、舒淇、林青霞等演员在观看影片后发表了影评文章，刘德华在未看影片前特意写信给尔冬升以表支持。

## 评价
M1905电影网影评：“横漂生活这个主题还是睿智的，论情怀卖得上价，论诚意也拿得出手，起码别人还没想到或者没做出来，他们都趴在网络文学论坛上找IP呢。往大里说，横店就是个微缩中国啊，三六九等、五光十色。回到尔冬升所谓的初心，电影中的漂泊感和失落感，恐怕在北上广这种地方也遍地都是吧。于是，这似乎又将是一部见仁见智的电影了。”
网易影评：“由素人主演的《我是路人甲》在一堆IP热的国产电影里，还是略略有些跳脱，它显得不太功利、不太急切。但不是每个人都追求快狠准，是这个蓬勃浮躁的电影圈还有点希望的证据。影片最后给出的结论是该坚持的坚持，该放弃的放弃，恰如一碗暖暖的好鸡汤。”
影评人慕容天涯：“《我是路人甲》首先是个正能量满满的喜剧片，再者是个人物众多的群像电影，最后才是令人无比感动的梦想故事。可以毫不夸张的说，所有影迷，电影爱好者，电影从业人员，乃至表演和影视相关专业学生，都可以看看这个教科书般的行业揭秘过程，单单这一个段落，就完全值回票价了。”

## 票房
中国大陆首周四天收获4100万人民币列第五位，第二周收入2050万列第九位，最终累计6315万。

## 獎項
| 年份 | 頒獎典禮             | 獎項     | 獲提名 | 結果 |
| ---- | -------------------- | -------- | ------ | ---- |
| 2015 | 第35屆香港電影金像獎 | 最佳導演 | 爾冬陞 | 提名 |
| 2015 | 第35屆香港電影金像獎 | 最佳編劇 | 爾冬陞 | 提名 |
| 2016 | 第13届长春电影节     | 最佳導演 | 爾冬陞 | 獲獎 |